# Algobox
Algobox est un logiciel pédagogique d’initiation à l’algorithmique simple d’emploi, distribué sous licence GNU/GPL. Il est disponible gratuitement pour les plates-formes Linux, macOS et Windows et est même exécutable sur une simple clé USB.
À l’aide d’un langage algorithmique en français et d’une interface utilisateur graphique simple et ergonomique, ce logiciel permet de concevoir et de tester facilement les algorithmes que l’on peut rencontrer dans l’enseignement des mathématiques au secondaire.
Le code source des algorithmes se construit pas à pas à l’aide de commandes prêtes à l’emploi (lire, afficher, affecter, instruction si…alors, boucles pour…de…à et tant que…) : cela permet au débutant de se concentrer principalement sur la logique algorithmique plutôt que sur l’apprentissage d’une syntaxe complexe. Une fois l’algorithme mis au point, il peut facilement être exécuté afin d’en vérifier la validité.
Afin de pouvoir approcher les situations mathématiques diverses, Algobox comprend un éditeur sous forme d'arbre hiérarchique, où on entre la plupart des commandes en actionnant les boutons de l'interface graphique correspondants aux structures algorithmiques de base.
Mais l'édition brute du code est aussi possible dans un éditeur de texte classique (inclus avec le programme), sans passer par les commandes prêtes à l'emploi.

## Enseignement
Jusqu'à sa suppression pour la session 2018, Algobox faisait partie de la liste officielle des applications mises à la disposition des candidats pour les oraux du CAPES de mathématiques.
De même, depuis la réforme des collèges et l'introduction de la programmation et de l'algorithmique dans le cycle 4, il est convenu qu'Algobox ne fait plus partie des logiciels permettant l'approche de la programmation visée par cette réforme. Le codage doit se faire sous couvert de jeu, et non sous une forme ayant une visée mathématique. Algobox reste toutefois utilisable au lycée.

## Pour commencer à programmer

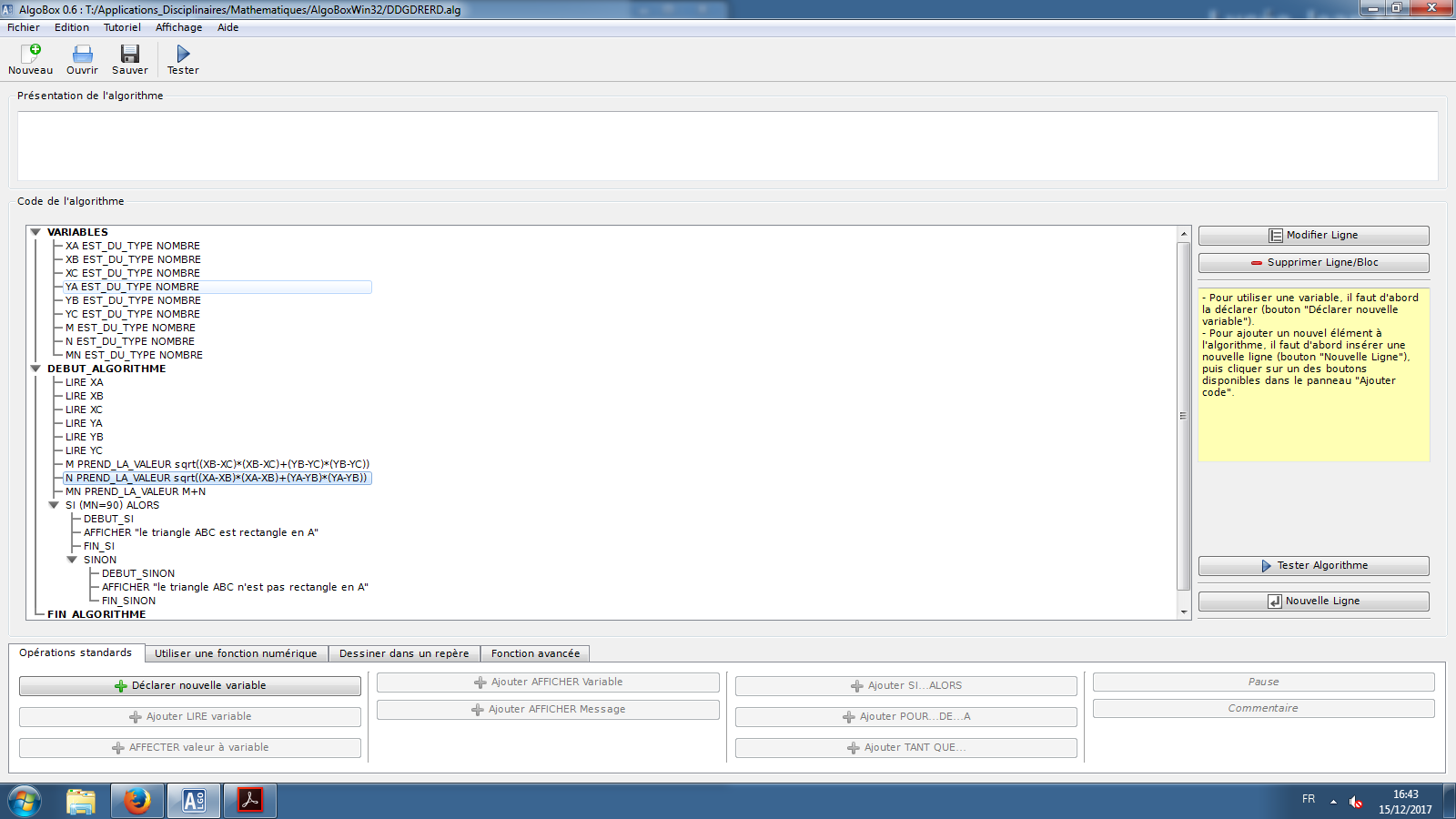
programme

Variables xA, yA, xB, yB, xC, yC, m, n
Entrée Lire xA, yA, xB, yB, xC, yC
Traitement Affecter à m la valeur p(xA − xB)2 + (yA − yB)2
Affecter à n la valeur p(xA − xC)2 + (yA − yC)2
Si m = n alors
Afficher ”le triangle ABC est isocèle en A”
Sinon
Afficher ”le triangle ABC n’est pas isocèle en A”
Fin si